# Падіння Ікара
«Падіння Ікара» (нід. De val van Icarus) — картина, що упродовж довгого часу вважалася роботою  фламандського художника середини XVI століття Пітера Брейгеля Старшого. Була створена в період між 1550 - 1599 роками. Зберігається Королівському музеї витончених мистецтв у Брюсселі. Наразі справжній автор залишається невстановленим.

## Опис
Картина написана олійними фарбами на полотні. Сюжет взятий з давньогрецької міфології. Щоб втекти з острова Крит від тирана Міноса, славетний скульптор і винахідник Дедал зробив для себе й сина крила, скріплені воском, і радив синові не здійматись при польоті дуже високо. Ікар не послухався батька й наблизився занадто близько до сонця, промені якого розтопили віск, й Ікар впав у воду та потонув.